# 捷克斯卡利采

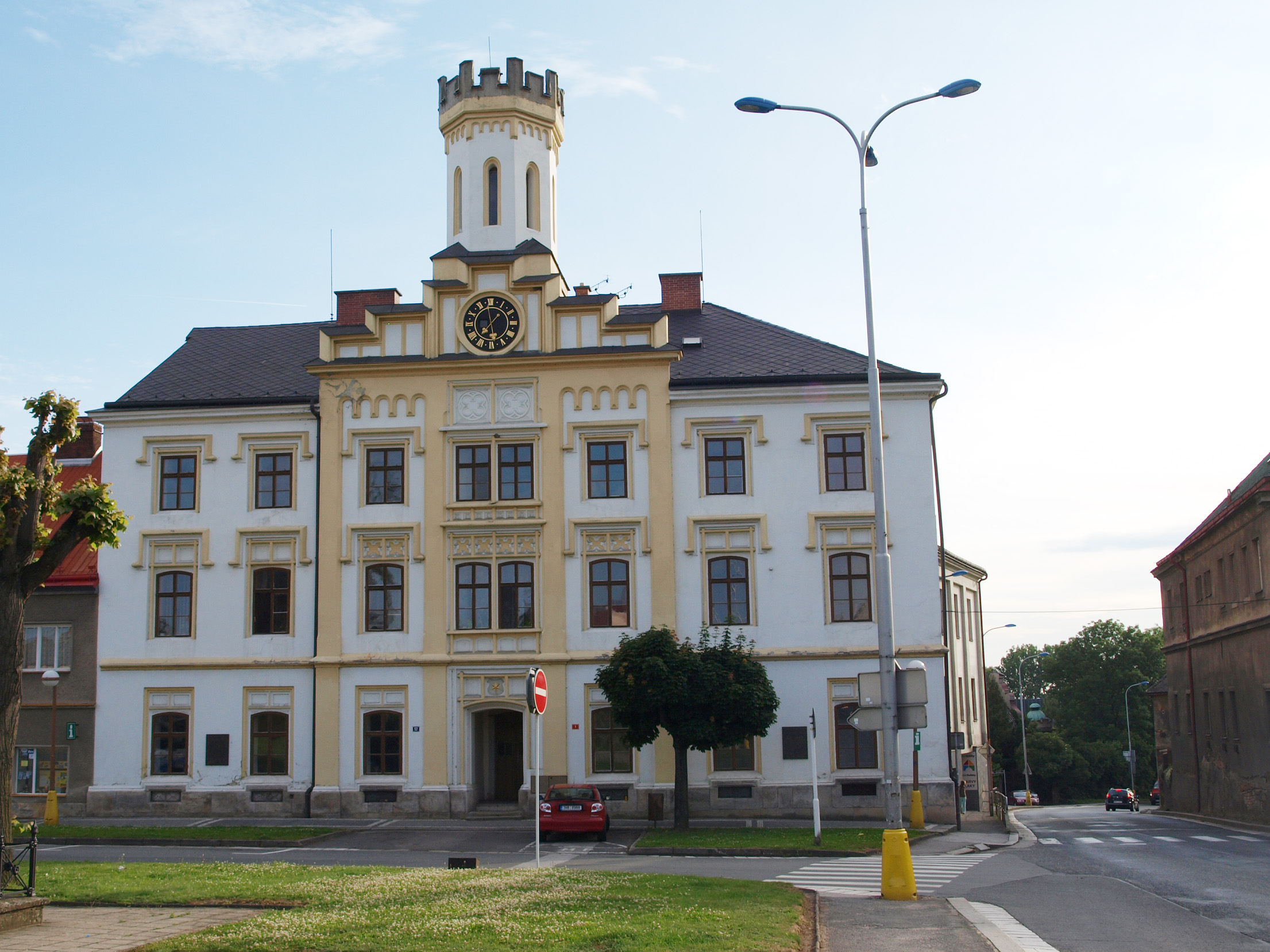

捷克斯卡利采是捷克的城鎮，位於該國北部烏帕河畔，由赫拉德茨-克拉洛韋州負責管轄，面積17.36平方公里，海拔高度284米，鎮上的大會堂於1864年重建，2012年人口5,201。

## 外部連結
- Official website
- Short information in English